# たんぽぽ 〜Everything Nice〜
『たんぽぽ 〜Everything Nice〜』（たんぽぽ エヴリシング ナイス）は、2002年7月26日に発売された、スタジオミルク制作著作、苺みるくブランドのアダルトゲームである。

## 概要
事実上の前作『Close 2U 〜最後の夏休み〜』と同様にジュブナイル路線の作品である。
ゲーム中の選択肢は4か所しか存在しない。それぞれクラブ活動を誰と行うかを選択するもので、いずれも同じ相手を選ぶことで当該ヒロインのルートを進むことになる。このようにゲームとは言いがたい内容であり、ソフトハウス側も「AVG型コミック」、「感動系エッチコメディ」と銘打っている。

## あらすじ
主人公トミーと親友カーツ、そして4人の少女はボランティアクラブに所属していた。これは隔週で何らかのボランティアを行うという課外クラブ活動であり、彼らは悪ふざけをしながらも楽しい毎日を過ごしていた。だが、トミーがその相手をよく知るようになったとき、彼女の抱える不幸に直面する。
お互いが、その「不幸」を乗り越える術を見出したとき、トミーは気付く。自分たちは踏まれてもなお立ち上がり、決して華やかとは言えないが懸命に花を咲かせる「たんぽぽ」なのだと。

## 登場人物
登場人物は身長が130センチ前後で「5年生」や「6年生」と設定されており、キャラクターデザインから見ても小学生であることを暗示しているが、ソフ倫の規定に従い、正確な年齢は明示されていない。
深沢 冨夫（トミー）
本編の主人公。5年生。自分の名前をダサいと感じ、「トミー」という横文字風のニックネームを名乗っている。弱虫だが、やるときはやる男の子。普段はウブだが、エッチでキレるととんでもないことをしだす。
船越 勝雄（カーツ）
トミーの親友。5年生。トミーに同じく自分のダサい響きの名前が嫌で「カーツ」と名乗っている。活発な性格の持ち主で、トミーのライバルともなっていく。
カーツルートではヒロインとは特に親しくならないため、これといった不幸は訪れないが、学年を終える頃、皆はそれぞれの事情をもって離れ々々になってゆく。最後に残ったのはカーツだったが、そのカーツも…。
琴宮 くるみ
トミー達との幼馴染。5年生。幼い頃にトミーと結婚の約束をし、その日のためにと欲しいものも買わずに健気に貯金をしている。しかし、トミーはそのお金をちゃっかりネコババしていた。
福引で旅行のチケットを引き当て、くるみは両親にプレゼントをするが、その旅行先で列車事故が起きてしまう。突然孤児となった悲しみと、それが自らのプレゼントによって起こされたことに苦悩する中、追打ちをかけるかのように貯金箱の真実を知ってしまう。
神楽坂 のえる
トミー達との幼馴染。5年生。明るく活発な女の子で、悩みなど見せない。カーツの好きな相手だが、のえる自身はトミーに好意を寄せている。
カーツとトミーとのえる。この三角関係はむしろ彼らにとっては好意的なものとして受け止められ、3人は共にエッチな関係へとなってゆく。そんな矢先、突然自殺を図るのえる。彼女は自分の身に起きた、女性としては絶望的な事実を抱えていたのだった。
小川 蛍
6年生。悪魔の申し子かと想えるような悪巧みや、トミーをいじめることを何よりも好んでいる。性格はいわゆるツンデレ少女。
学習塾帰りのトミーは公園で蛍を見掛ける。毎夜、家に帰る様子もない彼女を怪しんだトミーは蛍をさぐるが、彼は彼女が母親から熾烈な虐待を受けている場面に遭遇する。蛍が自らの身を守るがために、寒い冬でさえも公園で夜を越していることをトミーは知る。
柊 桃香
6年生。ボランティアクラブのリーダーを務め、皆をまとめる役割をしている。何かと蛍が悪巧みのためにネタを仕込んでくることに半ば呆れ、疲れている。
大澤とキスをし、犯される桃香。しかし彼女は何も見ていないような顔をして悲しみに耐えていた。不信感と憤りからトミーは大澤を止めようとするが、桃香には彼の奴隷とならざるをえない事情があった。その真相を知ったトミーは、改めて自分の男をかけた戦いに挑む。
大澤
トミー達とは別の学校に通う男子生徒。富豪の御曹司。桃香の弱みに付け込み彼女を犯し、トミーをも撒き込んでゆく。
立花先生
ボランティアクラブの顧問。「Close 2U 〜最後の夏休み〜」の立花とは親戚筋にあたる設定となっている。
本作の開発スタッフらが制作するゲームはいずれも同じ架空の南国の島「明音島」を舞台とし、教師や監督などといった、登場する子供キャラクターたちにとっての共通の保護者役となる人物はすべて「立花」の姓を持つ。彼らの具体的な人物相関図は明らかにされてはいないが、いずれも親戚としての繋がりをもつとされており、共通する世界観を構成する役割を担っている。

## システム
システム、インターフェースは、前作に比べて非常に洗練されたものとなっており、単にディスクの容量がある限り無制限にセーブデータが作れるのみならず、個々のセーブデータにはセーブ時のタイムスタンプとスクリーンショットが付されるほか、自由にコメント文を付けられるなど、配慮されている。また、グラフィックもいつでもスナップショットを撮ることができるほか、メッセージウィンドウや立ち絵の有無だけではなく保存形式もJPEGとビットマップから選択も可能であった。

### ransel
内部的な仕様面では事実上の前作にあたる「Close 2U 〜最後の夏休み〜」（赤ちゃん倶楽部）で採用されていたAkane4と基本的には同じ構造や書式を持つスクリプトシステムを採用しており、ransel（ランドセル）と呼ばれる。
「たんぽぽ」では「Close 2U」に存在した「MAP移動システム」が不採用となった分、プログラム側によるシナリオ制御が減り、スクリプトソースはすっきりした。このシステムはスクリプトやグラフィックを無圧縮で連結し、個々のファイルの開始番地と容量をインデックスとして別に持つというシンプルなもので、第三者による解析の容易な部類に含まれる。インデックスに従ってそれぞれの番地領域を分割することで、もとのファイルに復元することも可能であり、スクリーンショットを行わずとも元画像を抽出することは技術的に難しい作業を必要とせずにできる。
しかしゲーム本体のプログラムは前作から大幅に強化され、ウィンドウサイズやメッセージウィンドウの形態も自由にカスタマイズが可能となる引数を定義する設定ファイルを持たせており、紙芝居型のアドベンチャーゲームであれば比較的使いやすいものであった。
本作では未使用とされる引数要素もあり、同人を含めた次回作に向けたシステムであったと考えられる。しかし、商業作品は2008年現在、新作は発表のみでリリースされておらず、同人作品では事実上の次作にあたるおれのなつやすみで試用された吉里吉里が、その後の作品でも継続して採用されている。

## ショタ要素の実装にまつわる経緯
本作はショタゲーではないが、カーツルートでは彼と熱いキスを交す場面があるほか、いずれのルートでも共通の場面ではギャグではあるがカーツのお尻を舐めたり、それにより興奮するといった個所が存在する。こうしたシーンが挿入されているのは単にギャグや市場拡大を狙ったものではない。
本作の発売に先んじて公式サイトではキャラクター投票が行われた。当初はヒロイン4人が選択項目として用意されていたが、投票を行った者達のコメントに主人公トミーやカーツにも投票したいという声が数多く見られた。苺みるく側はこれらの意見を受け入れ、選択項目に追加した。その結果、トミーやカーツの投票数が爆発的に伸び、彼らの選択肢が投票開始より1ヶ月ほど遅れて開始されたにもかかわらず1位と2位に躍り出た。最終的には2人の差は1票となり、3位以下のヒロイン達と大きく差を付けた。
多重連続投票の可能なものであったため、いわゆる「祭り」に近い荒らし的な投票であったことを否定できないが、少年キャラの選択肢追加を希望する声が多く、後発でありながら著しい票数の伸びを見せ、シナリオは急遽、そうした要素の追加へと舵きりをすることとなった。
これには更に後日談があり、発売後に改めてキャラクターの人気投票が行われた。今回は最初からトミーやカーツも選択肢に盛り込まれたが、今度は大澤や立花を追加するよう求める声が上がり、投票開始の数日後には登場キャラの全てが選択肢として実装された。最終的には1位から3位をカーツ、トミー、大澤の少年キャラ達が独占することとなり、冗談半分ではあるものの集計後のコメントとして開発者側も、次回作はショタゲーであると語った。なお、立花はブービー賞であり、最下位は蛍だった。
2007年現在、苺みるくブランドからショタゲーを含む新作はリリースされていないが、スタジオミルクと同じスタッフ構成である同人サークルブランドの私立さくらんぼ小学校からは2005年に「こどものひみつ」が発表された。本作もショタゲーではなくロリゲーであったが、取扱説明書に描かれたおまけコミックなどはショタ層を強く意識した作りがなされた。また、パッケージデザインも主人公となるヒロイン2人を別とすると、他のキャラクターは水着姿であり、トリミングした構図になっているため、実質、少年キャラだけが裸として描かれている。